# 雄山神社
雄山神社（おやまじんじゃ）は、富山県中新川郡立山町にある神社。旧称は立山権現・雄山権現。式内社、越中国一宮。旧社格は国幣小社で、現在は神社本庁の別表神社。

## 概要
霊峰立山を神体とし、立山の神として伊邪那岐神（立山権現雄山神・本地阿弥陀如来）・天手力雄神（太刀尾天神剱岳神・本地不動明王）の二神を祀る。神仏習合の時代には仏教色の強い神社であり、立山修験の源であった。また、元明天皇や後醍醐天皇の勅願所でもあった。
峰本社（みねほんしゃ）、中宮祈願殿（ちゅうぐうきがんでん）、前立社壇（まえだてしゃだん）の三社をもって雄山神社とする。所在は富山県中新川郡立山町芦峅寺（あしくらじ）から岩峅寺（いわくらじ）にかけた一帯、広くは地獄谷や弥陀ケ原を含む立山連峰全域である。
上市町新屋にも立山末社の小さな雄山神社がある。
岩峅寺及び芦峅寺の「峅」と言う文字には「神様の降り立つ場所」の意味がある。
峰本社、祈願殿、前立社壇の三社はどの社殿に参拝してもご利益は同じとされている。これは山頂の峰本社には旧暦の7月～9月までしか参拝できない点及び、祈願殿は主峰雄山を正面に頂き開祖が晩年を過ごした点、前立社壇から立山開山の話が始まるなど、三社が各々独自に立山信仰に深く位置付けられている点、加えて古くは岩峅寺の前立社壇より山頂の峰本社まで宮司が歩いて通ったと伝えられることや今でも前立社壇の宮司が峰本社の宮司である事にも由来される。

## 祭神
現在の祭神は以下の2柱。
- 伊邪那岐神 （いざなぎのかみ）
- 天手力雄神 （あめのたぢからおのかみ）

## 歴史
創建の年代は不詳である。社伝では、大宝元年（701年）に景行天皇の後裔であると伝承される越中国の国司佐伯宿祢有若の子、佐伯有頼（後の慈興上人）が白鷹に導かれて岩窟に至り、「我、濁世の衆生を救はんがためこの山に現はる。或は鷹となり、或は熊となり、汝をここに導きしは、この霊山を開かせんがためなり」という雄山大神の神勅を奉じて開山造営された霊山であると言われている。また、大宝3年（703年）に釈教興が勧請したとも伝える。
『万葉集』の巻17には、越中国国司であった大伴家持によって天平18年（746年）4月27日詠まれた「立山の賦」が収録されている。
正史の記事によれば以下の2度、神階の昇叙を受けている。
- 『日本三代実録』　貞観5年（863年）9月25日の条 ： 清和天皇により正五位下から正五位上に昇叙。
- 『日本紀略』　寛平元年（889年）8月22日の条 ： 宇多天皇により正五位上から従四位下に昇叙。

延長5年（927年）には『延喜式神名帳』により小社に列格された。『日本の神々 -神社と聖地-　8　北陸』では、南北朝時代の安居院『神道集』や『日本鹿子』において越中国一宮とされていると紹介している。
明治6年（1873年）に県社、昭和15年（1940年）に国幣小社に列せられた。戦後は、神社本庁が包括する別表神社となっている。
立山は古来より、富士山、白山と並ぶ三霊山として全国各地から信仰されてきた。今では観光やスポーツ感覚の「立山登山」と言われるが、本来は立山に参拝するのが目的の「立山登拝」である。
- 建久年間（1190年-1199年） ： 源頼朝が前立社壇本殿を再建。
- 明応元年（1492年） ： 足利義稙が前立社壇本殿改修を行なう。
- 天正11年（1583年） ： 佐々成政が再び前立社壇本殿改修を行なう。

## 境内

### 峰本社

#### 概要
神殿は萬延元年（1860年）まで歴代の加賀藩主前田氏によって造営が行われていた。明治以降しばらく造営は途絶えていたが、平成8年（1996年）7月、136年ぶりに神殿の建て替えが行われている。峰本社は雄山（3,003m）山頂にあって冬期の参拝は不可能なため、山麓の岩峅寺に前立社壇を建てて年中の諸祭礼を行なうようにしている。
『富山県史　民俗編』によれば、概して戦前までの村落共同体において、新川郡を中心とした在地の子弟は、早ければ15歳の若者入り、遅くとも18歳の名替（元服）までに一種の通過儀礼として立山登拝をすべきであると言う風潮が成立していた。登拝しなかった者は、仲間内において何かと、その事に関して攻撃の対象にされる雰囲気があったと言われる。但し、かつては登拝前に1ヶ月間殺生を慎み、忌服があればその年の参詣を見合わせるというような精進潔斎の段階が存在したので、登拝を行わない事例も存在した。また、登拝者は全て新調した白装束を用意し、弟であっても兄の使い古しは使用せず、杖1本に至るまで新調したと言われる。明治40年（1907年）頃から、服装の色や形式が自由になって行ったとされるが、それまでは登拝者の服装と言えば白装束であった。この習わしは学校登山の形で受け継がれ、富山県下には平成21年（2009年）現在でも、年間行事の一つとして立山登山を行う小学校がある。
登拝者は、途中の河原で石を1～3個拾って行き、峰本社の傍らに供え、その前庭に敷いたが、『富山県史　民俗編』では、この習俗は立山と加賀の白山が背比べをしたとき、立山が馬のクツ（馬わらじ）の厚さだけ低かったので、立山を高くするために石を持って行くのだとする里人の伝承を紹介している。しかし同書では、伊勢神宮の「白石持ち」神事を神領民が行うこと、芦峅寺若宮（中宮祈願殿）の斎庭にきれいな川原石が敷き詰められていること、朝日町でお盆に清浄な浜辺の石3個を「オケソク」と言って墓に供える事などを例にあげ、神と祖霊の違いはあるものの、丸石に神が宿るとか、もっと別の呪力があるものとして、立山の神に捧げた物ではないかと考察している。
『富山県史　民俗編』によれば、登拝者が下山する際には赤い長旗をみやげとして買ったり、あるいは赤い長旗を立てて下山したと言う。平成21年（2009年）現在、峰本社神殿前で登山安全のご祈祷を受けると「立山頂上雄山神社」の赤札が授与されるので、これを白木の金剛杖やトレッキングポール、リュックサックに付けて下山する姿が見られる。
- 摂末社
- その他施設：授与所
- アクセス：立山黒部アルペンルート室堂ターミナルから徒歩約2時間

#### 境内の風景

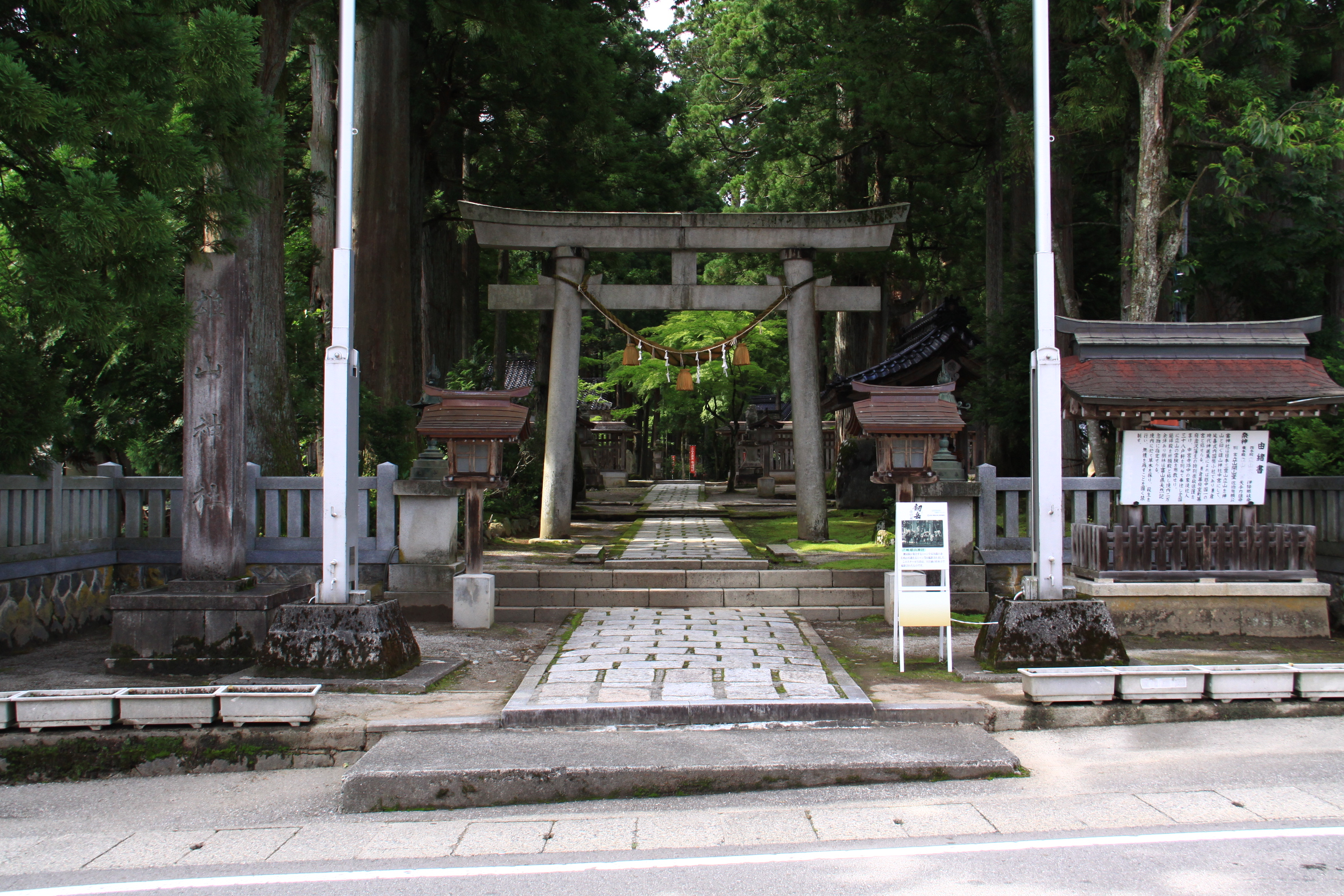
中宮祈願殿　鳥居 県道6号線沿いに立つ中宮祈願殿の鳥居。
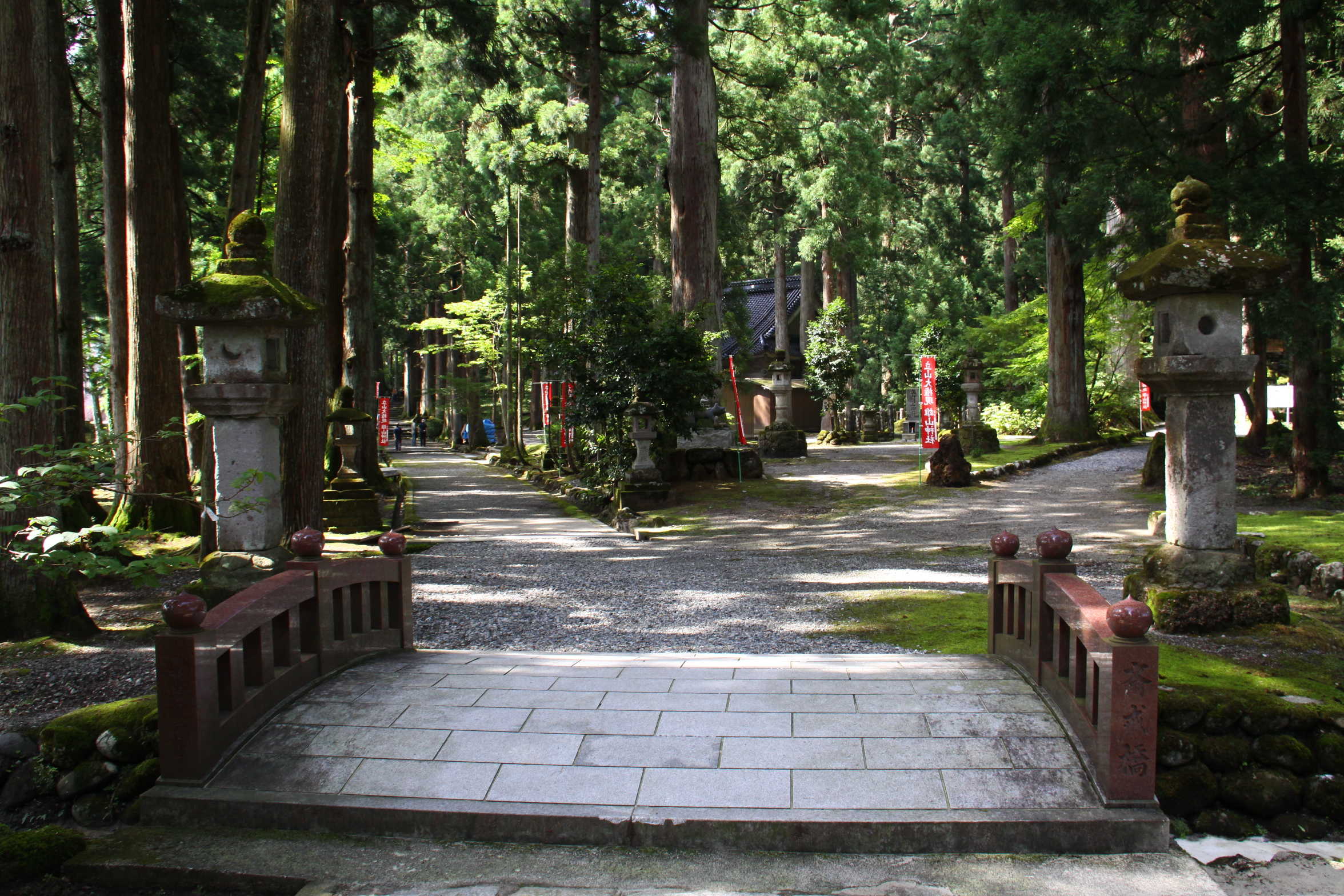
中宮祈願殿　境内 手前にあるのが斎戒橋。左の道を行くと西本殿（立山大宮）と祈願殿、右の道を行くと東本殿（立山若宮）がある。中央付近奥に祈願殿の屋根が見える。
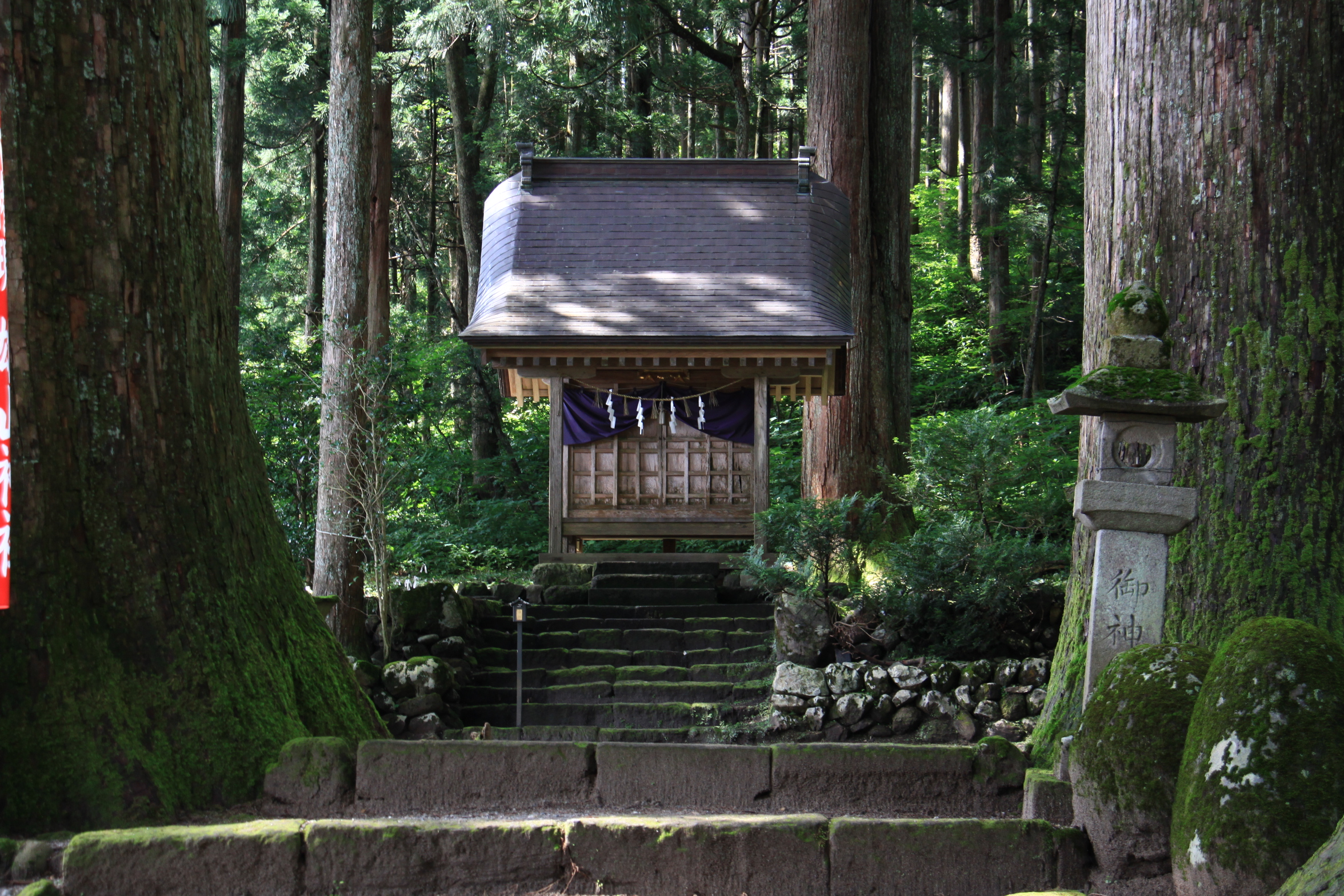
西本殿（立山大宮） 立山権現伊弉那岐大神、相殿 文武天皇、佐伯宿祢有若公を祀っている。
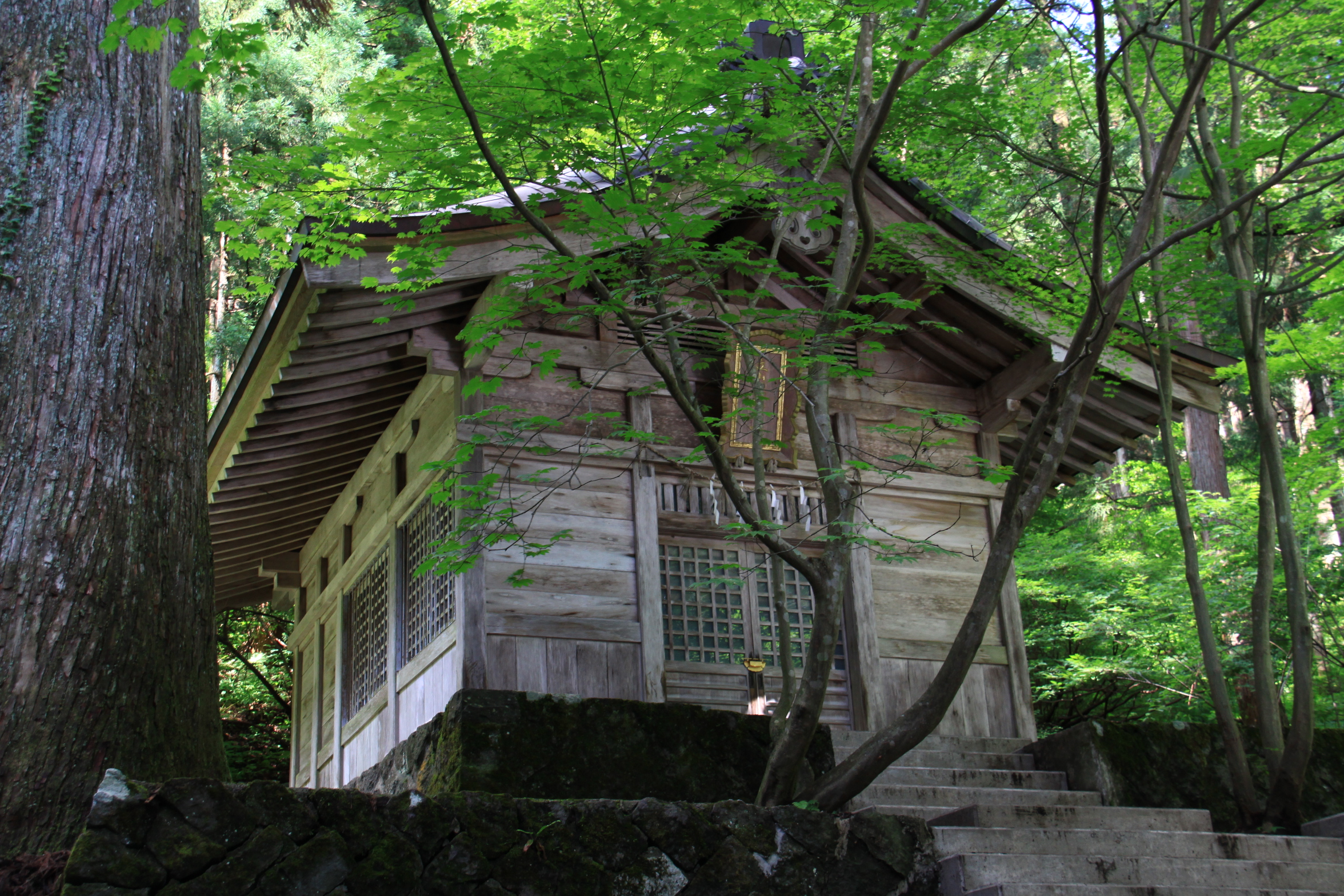
中宮祈願殿　合祭殿 雄山大神を始めとする立山山中36社の神が合祀されている。

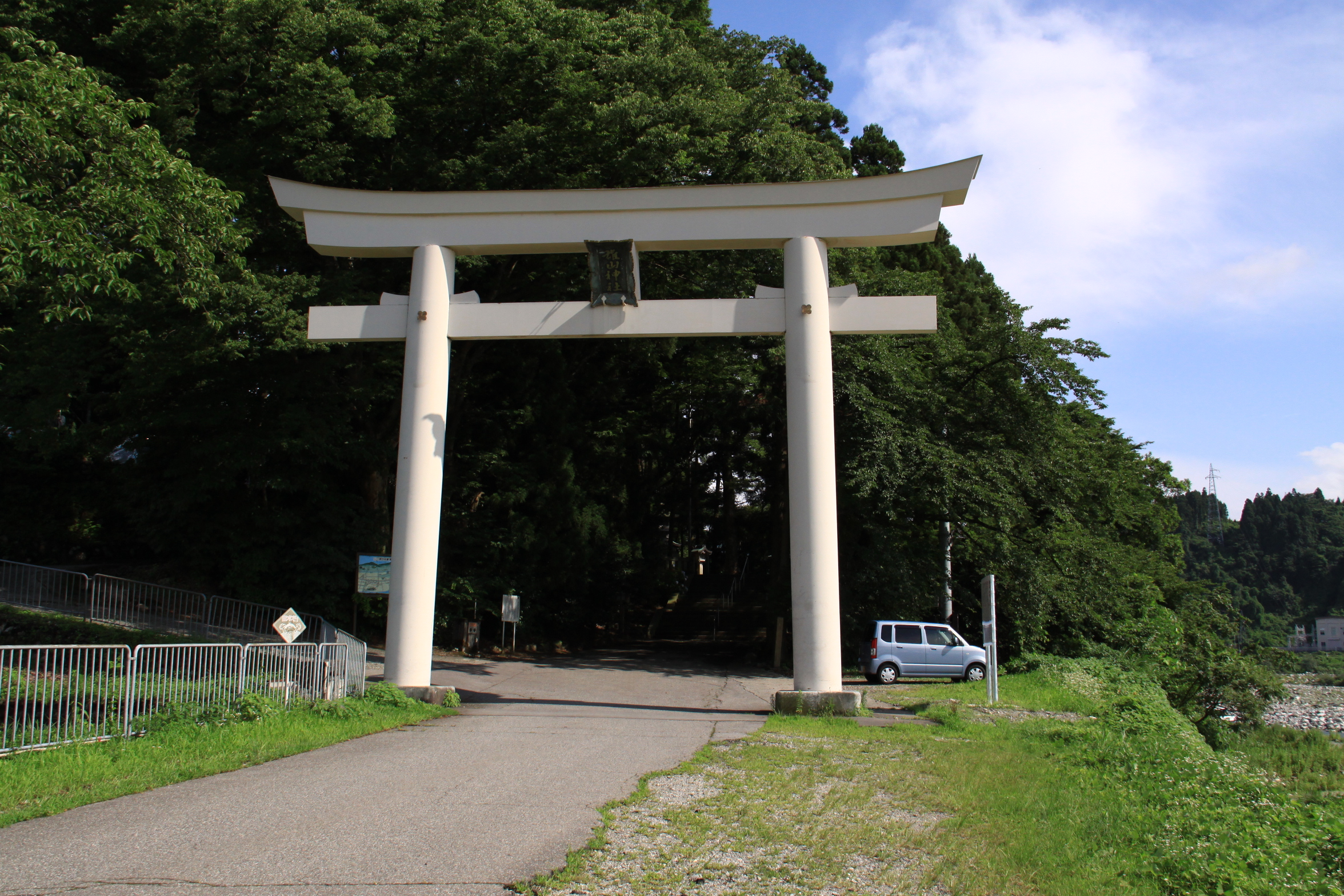
前立社壇　表鳥居 常願寺川の堤防上に立つ大鳥居
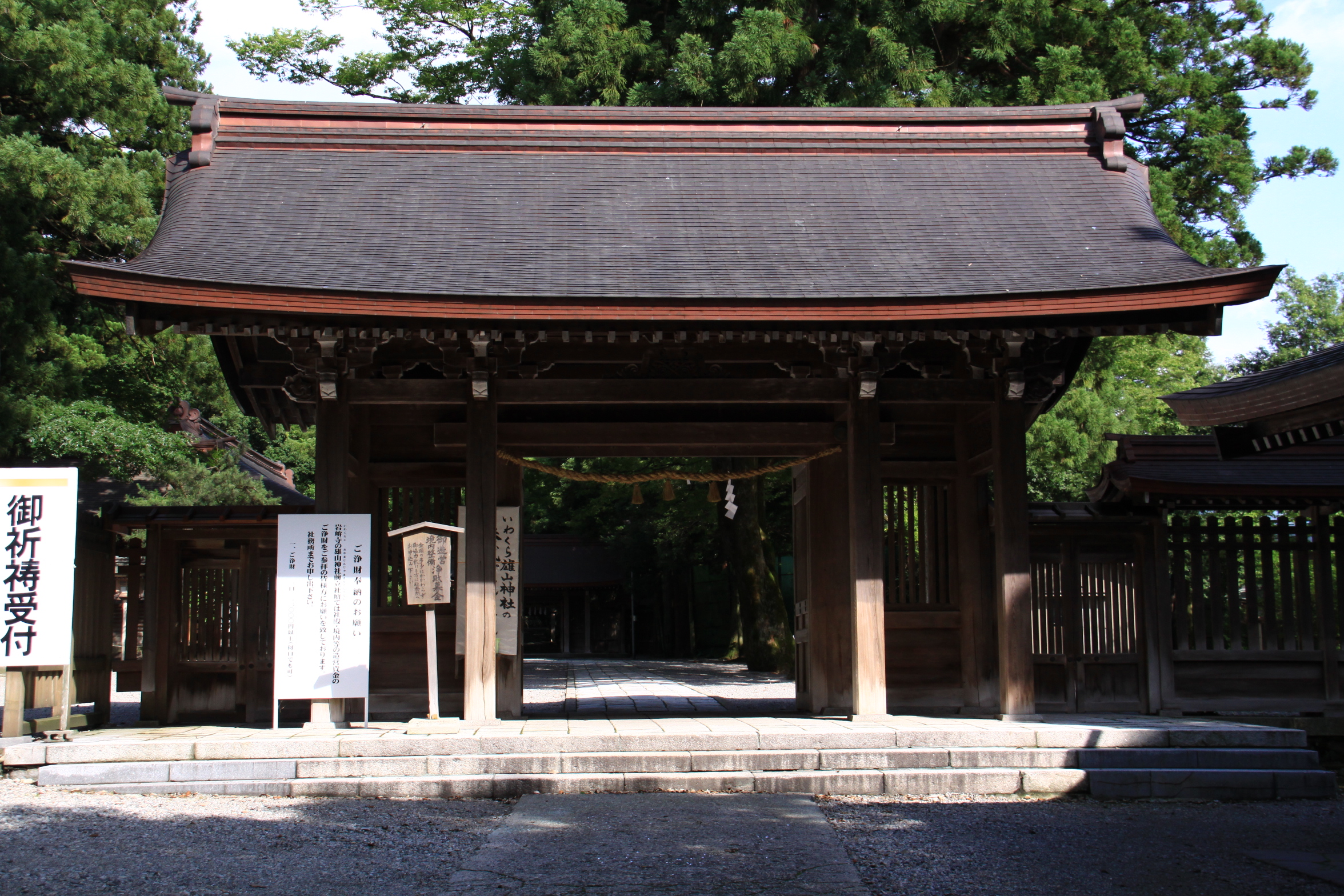
前立社壇　表神門 本殿を挟んで東西にある神門のうち、こちらは表神門。表神門の奥には反対側の東神門が見える。
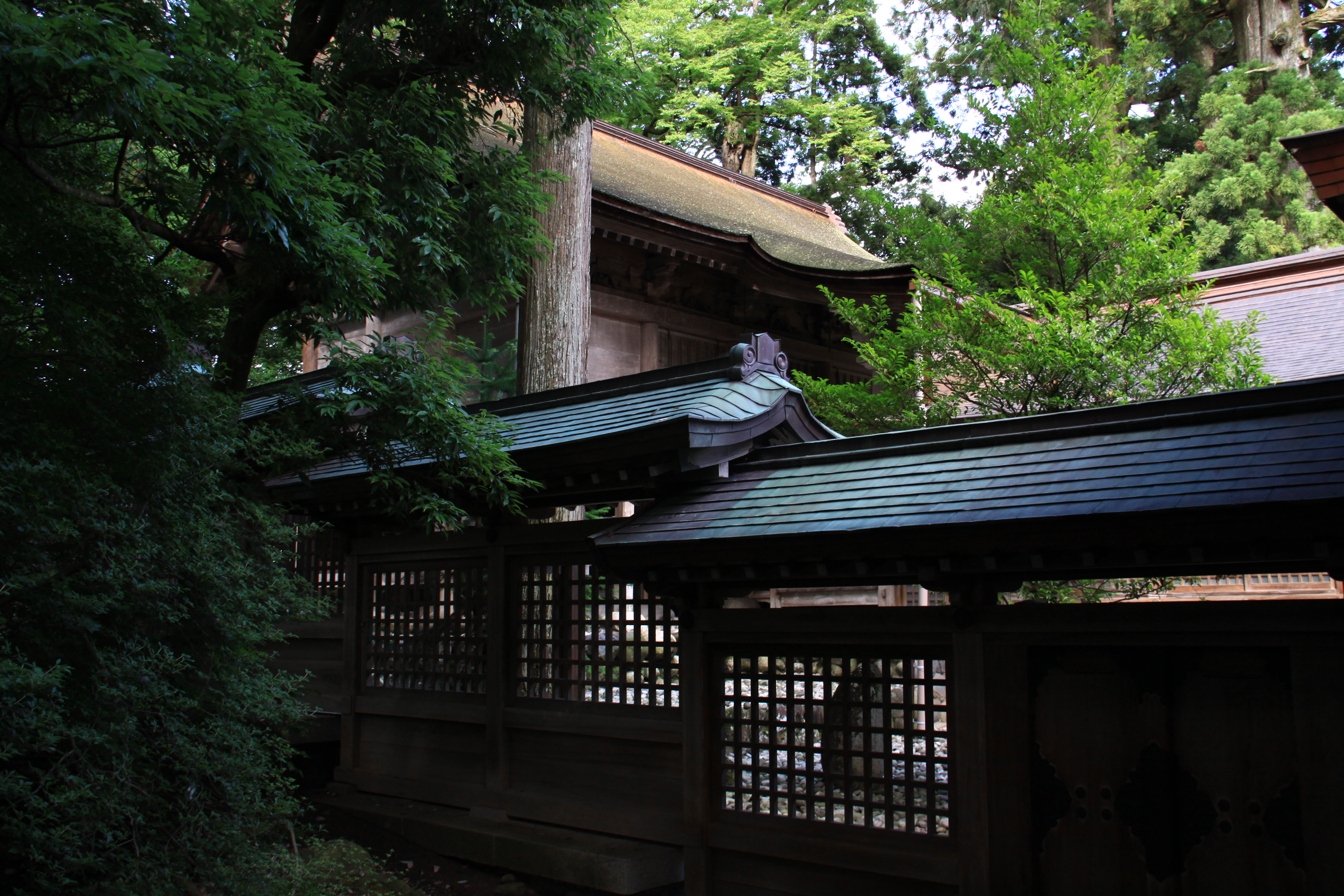
前立社壇　本殿 源頼朝、足利義稙、佐々成政らの有力者によって手を掛けられてきた建物で、明治39年（1906年）4月19日に国の重要文化財に指定された。間口5間の本殿は北陸最大と言われる。

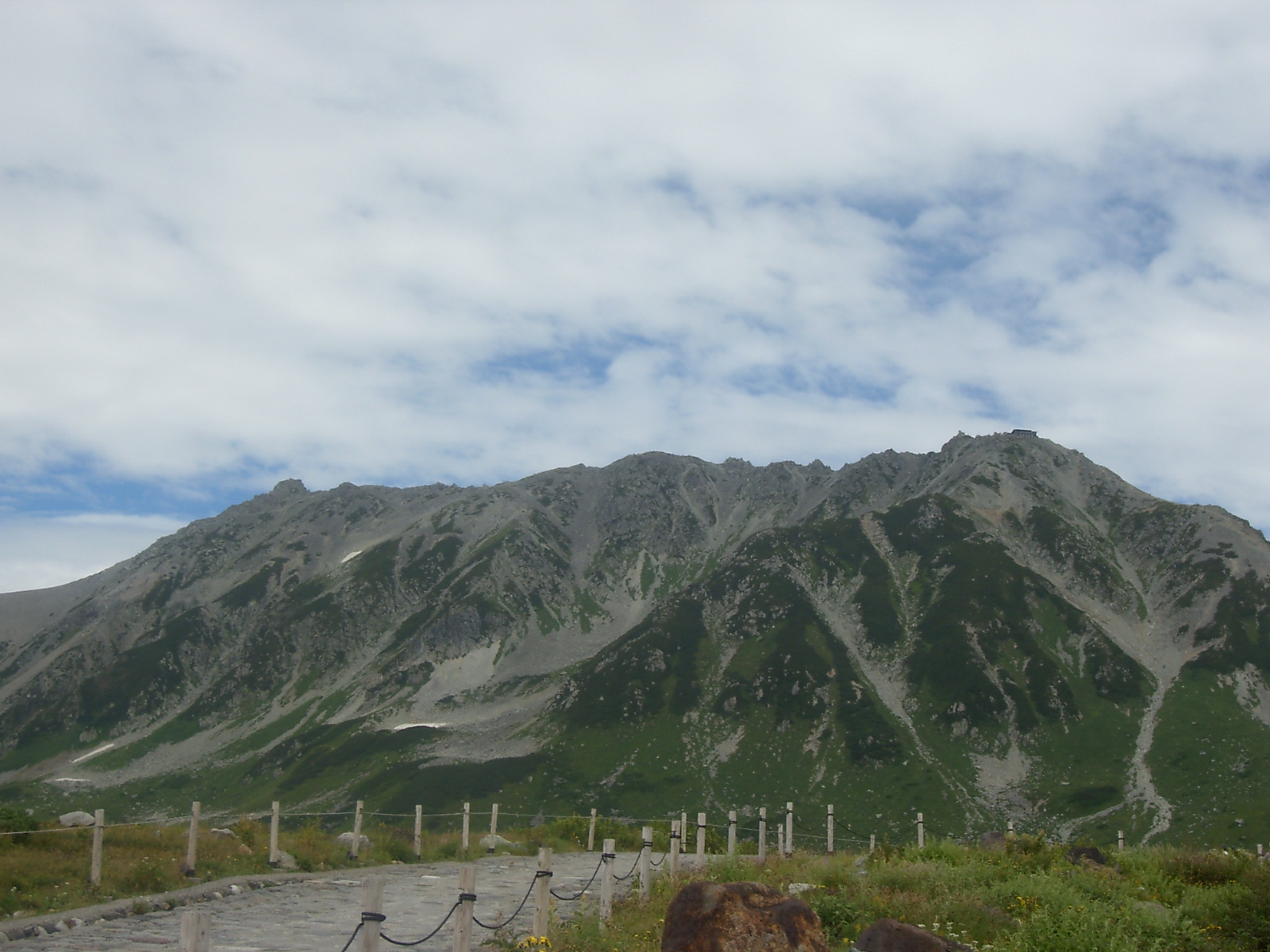
立山 室堂平（2450m）から望んだ立山。立山は3つの峰からなっており、左の峰が富士ノ折立、真ん中が大汝山、そして一番右が雄山である。雄山山頂には授与所（大きな建物）と峰本社神殿（櫓のように突き出した部分）が見える。
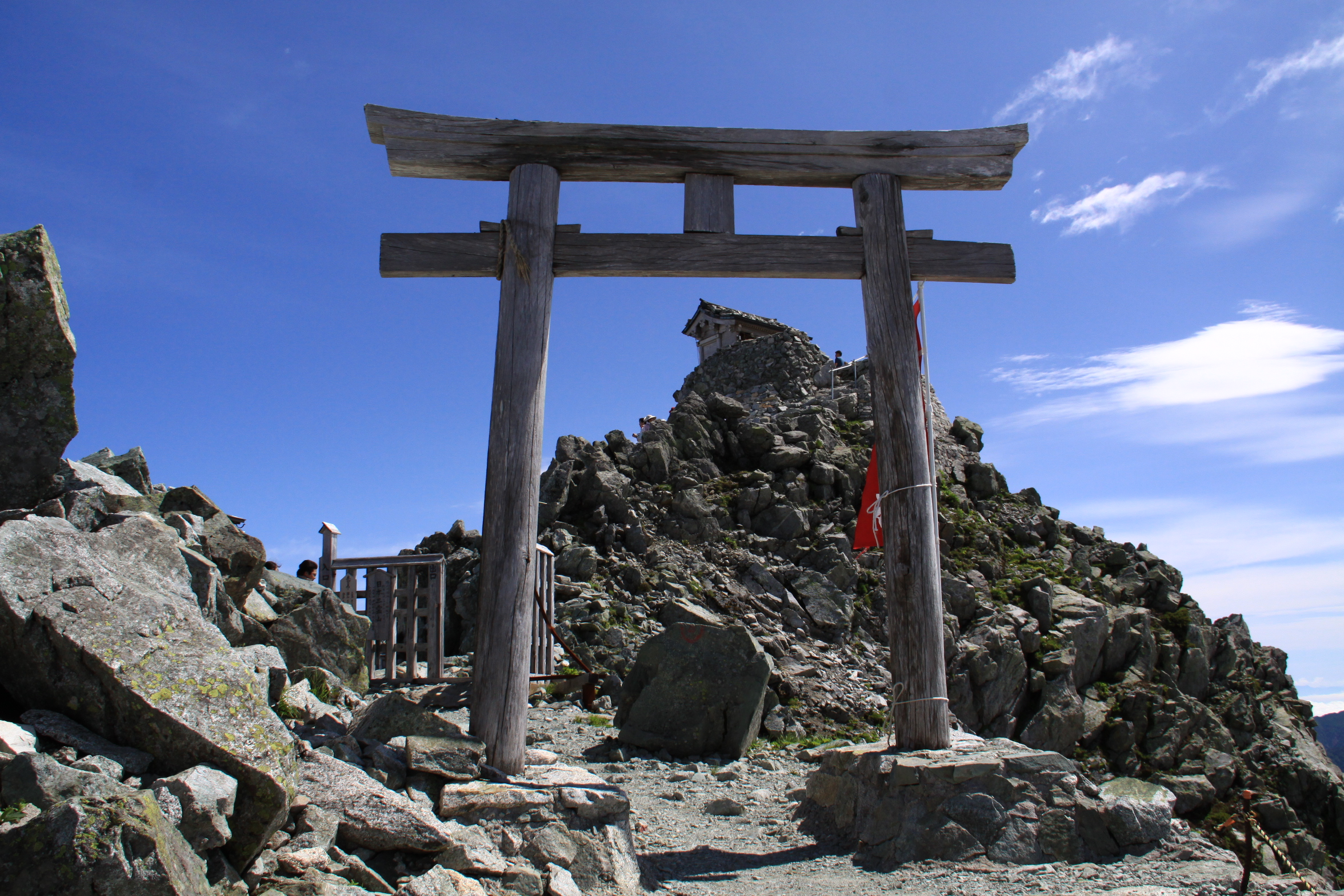
峰本社　鳥居 画像左側方向へ行くと富士ノ折立、大汝山へ向かう縦走ルートの入り口がある。
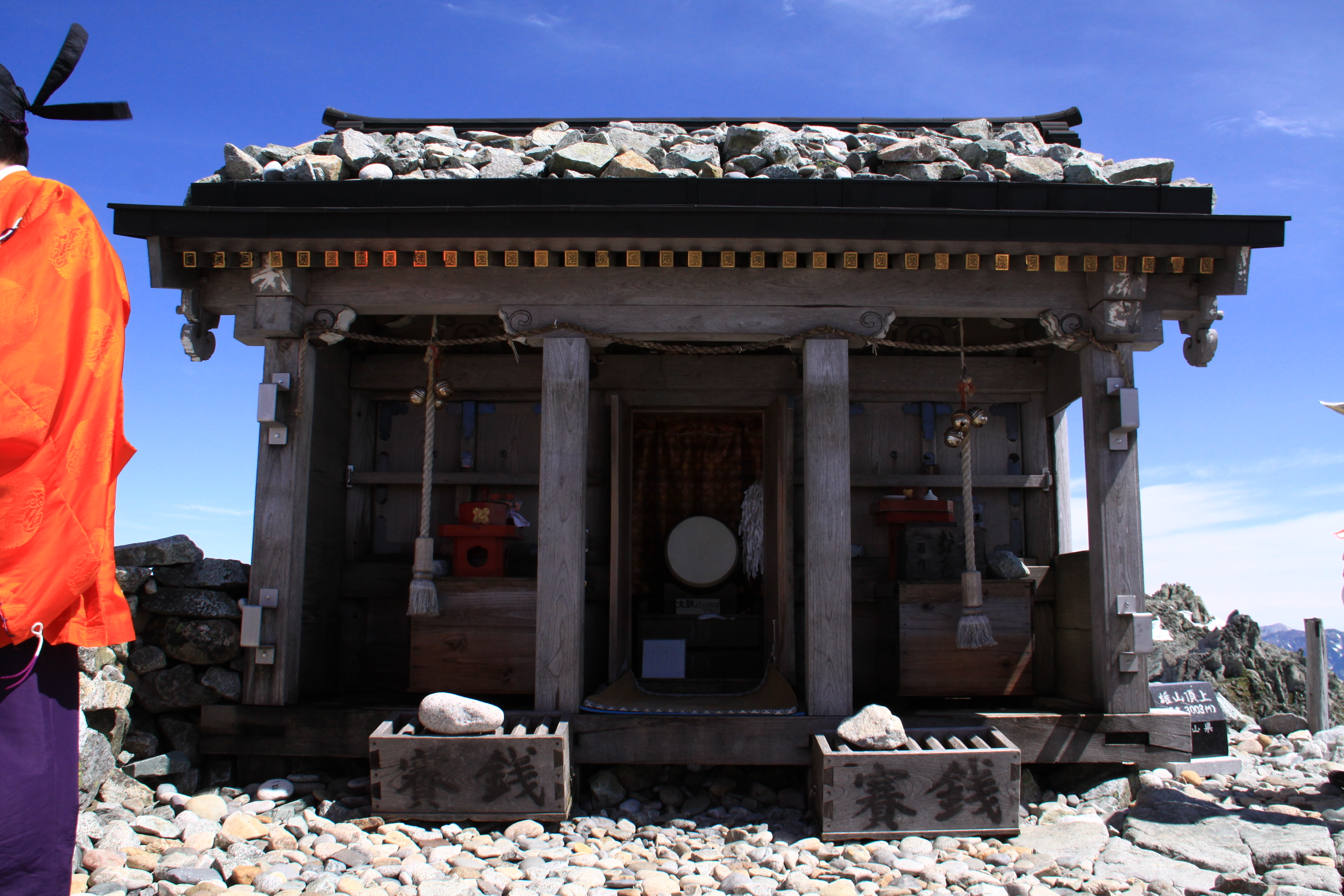
峰本社　神殿 敷き詰められた玉石は、登拝者が現住地の近くにある河原から拾った石に願い事を書き、祈願成就のためここへ納めたもの。神殿右端の前にある平たく大きな石が雄山3,003mの基準になっている。左に写っている橙の衣は、登拝者へ登山安全を祈祷してくれる神職。
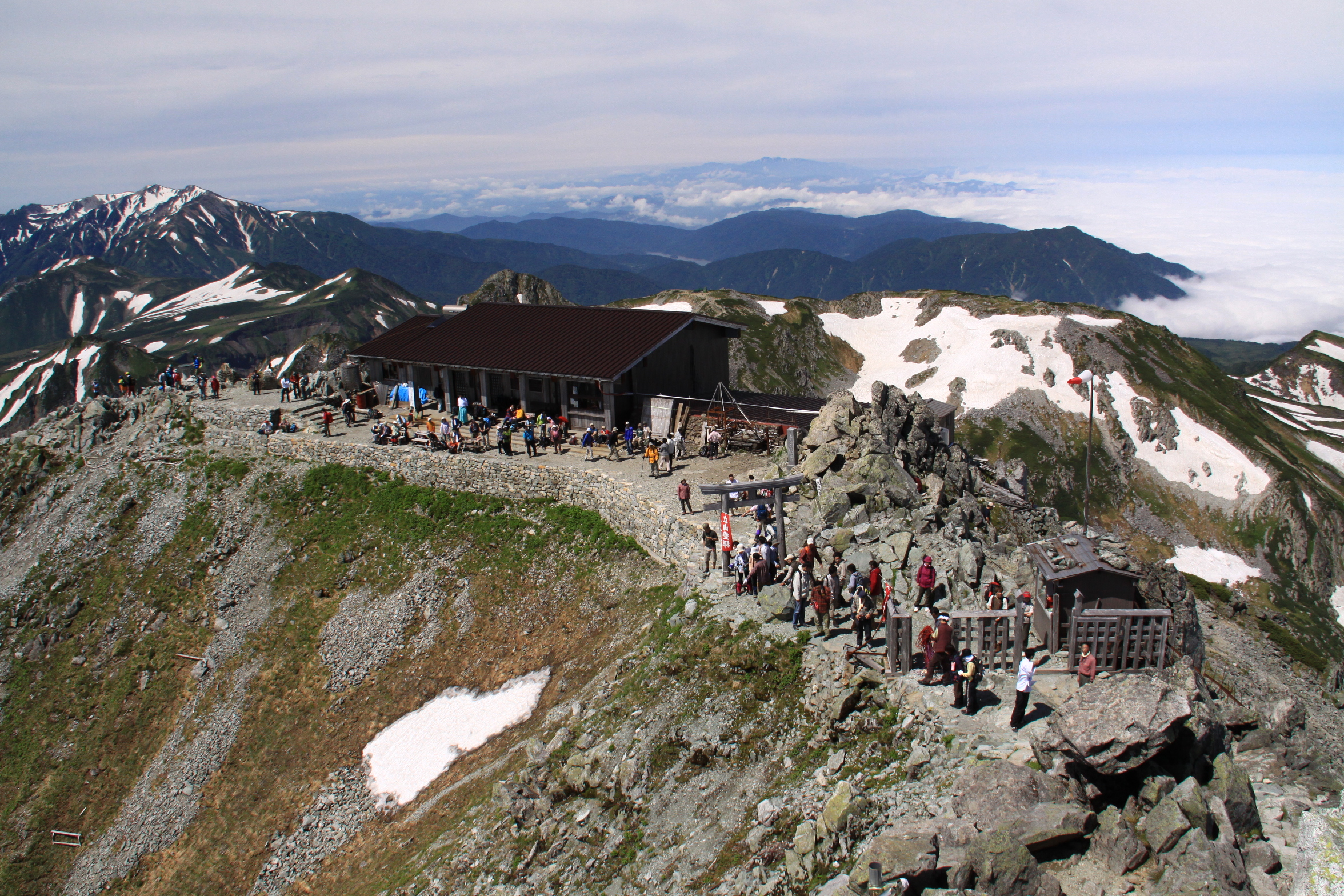
峰本社　授与所（社務所） 神殿前から見下ろしたところ。大きな建物が授与所で、鳥居のこちら側にある小さな建物は祈祷の受付所。授与所の向こう側、一段高くなった場所に国土地理院一等三角点「立山」がある。
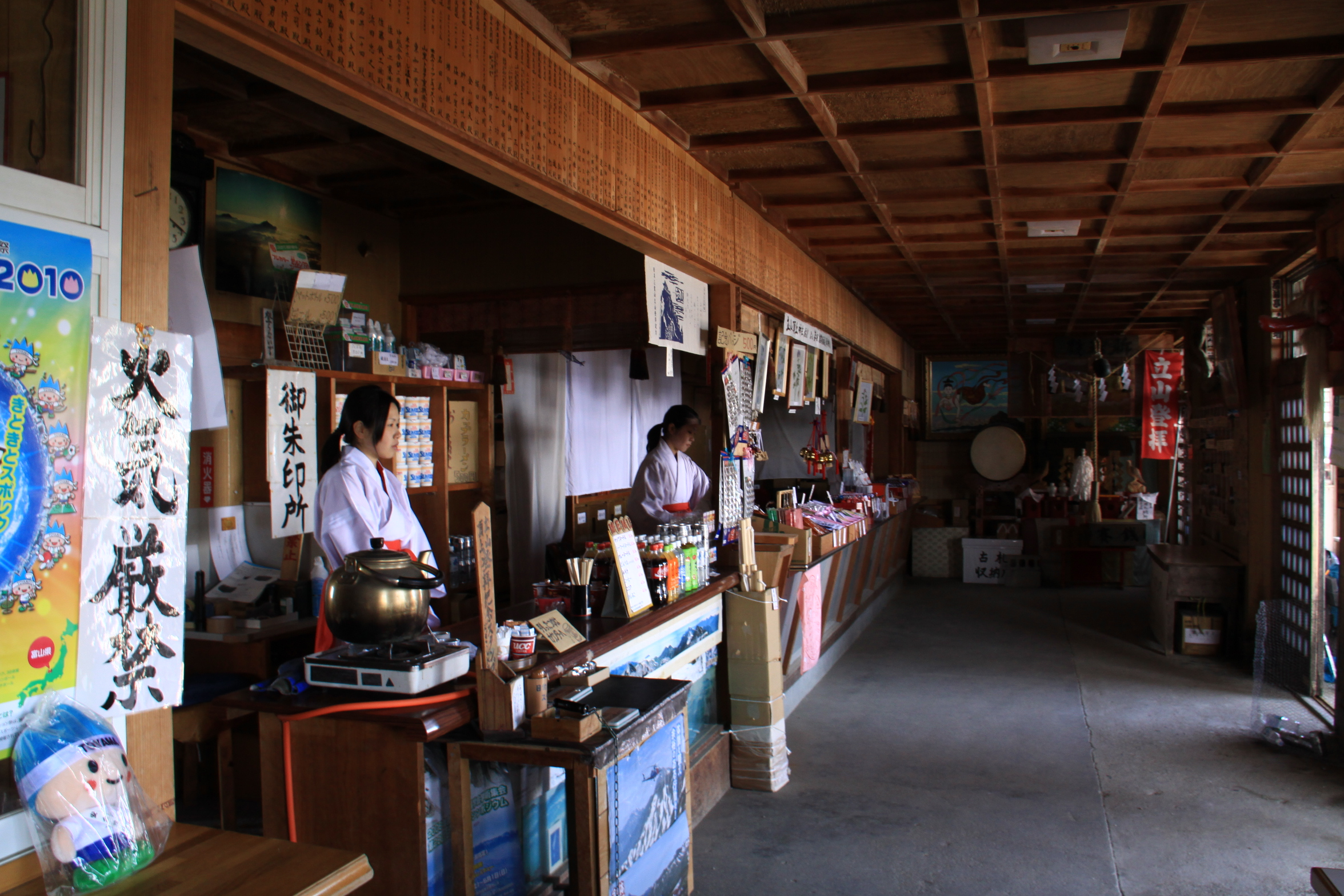
峰本社　授与所内部 夏の登拝期であれば神職や巫女がおり、守札の授与などを行っている。
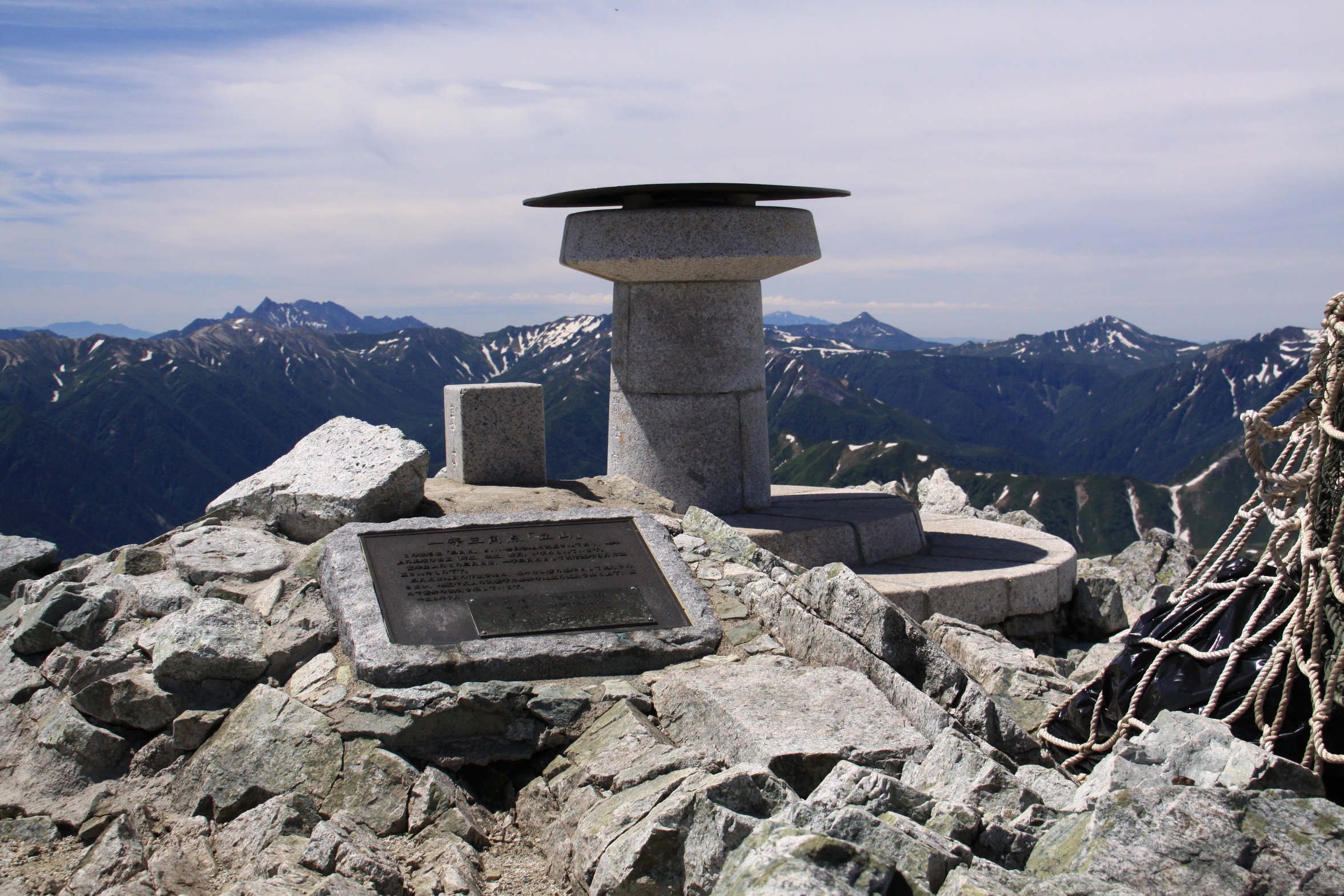
国土地理院 一等三角点「立山」 一ノ越から登頂すると授与所手前にある。銅の説明板のすぐ上、立方体の石標柱が国土地理院一等三角点「立山」。その向こうに見えるのは風景指示盤で、駿河の富士山、加賀の白山の方角などが刻印されている。
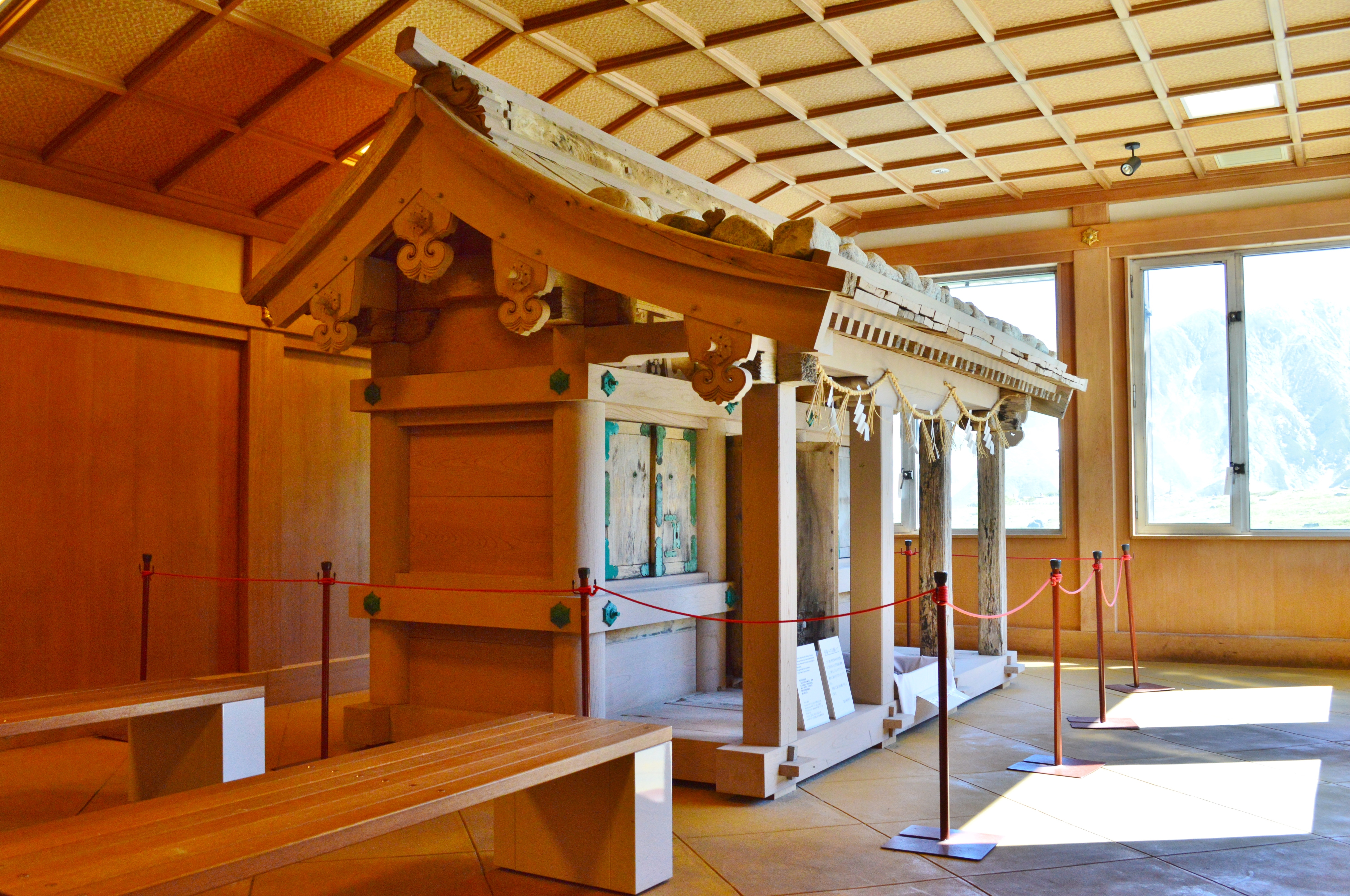
峰本社　旧神殿 万延元年（1860年）加賀藩造営、平成7年（1995年）9月解体、平成25年（2013年）7月1日復元。ホテル立山内展示。

### 中宮祈願殿

#### 概要
中宮祈願殿は、かつて中宮寺（芦峅寺）と呼ばれた神仏習合の施設。芦峅寺における立山信仰の拠点である。立山の主峰「雄山」を正面に頂く位置にあり、開祖佐伯有頼は、この地で晩年を過ごした。
古来より武将や公家の信仰も篤く「お姥様」への献上品が奉納された。周辺に宿坊や、女人救済のための行事を行なう布橋などがある。女人禁制の立山信仰において、立ち入る事が出来た最終地でもある。
芦峅寺の信徒は、「一山会」と呼ばれる独自の組織をなしていた。彼らは16世紀以降、諸国配札檀那廻りを行い、立山の縁起図や立山牛王紙、そして薬草や薬紛などを配置し、翌年に代金を受け取っていた。越中売薬の起源とも呼ばれる組織である。
境内奥に西本殿（立山大宮）と東本殿（立山若宮）がある。「祈願殿」は江戸時代までは大講堂と呼ばれていた建物で、雄山大神を始めとする立山山中36社の神が合祀されている。
- 西本殿（立山大宮） -- 祭神 立山権現伊弉那岐大神、相殿 文武天皇・佐伯宿祢有若公
- 東本殿（立山若宮） -- 祭神 刀尾天神（天手力雄命）・稲背入彦命・佐伯有頼命
- 別宮（立山開山堂） -- 祭神 佐伯有頼公
- 摂末社：宝童社、神明社、水神社、閼伽池社、稲荷社、神秘社（山神社）
- その他施設：立山開山御廟、石舞台、斎戒橋
- 古文書　書冊56冊、他328点所有

立山信仰に関するテーマパーク「県立立山博物館」が隣接している。
- アクセス：富山地方鉄道立山線千垣駅から立山町営バスで5分芦峅寺バス停下車(日曜のみ運休)

#### 境内の風景
- 中宮祈願殿　鳥居
県道6号線沿いに立つ中宮祈願殿の鳥居。
- 中宮祈願殿　境内
手前にあるのが斎戒橋。左の道を行くと西本殿（立山大宮）と祈願殿、右の道を行くと東本殿（立山若宮）がある。中央付近奥に祈願殿の屋根が見える。
- 西本殿（立山大宮）
立山権現伊弉那岐大神、相殿 文武天皇、佐伯宿祢有若公を祀っている。
- 中宮祈願殿　合祭殿
雄山大神を始めとする立山山中36社の神が合祀されている。

### 前立社壇

#### 概要
前立社壇は、平安初期に建てられた立山寺（岩峅寺）を前身とする神仏習合の施設。岩峅寺における立山信仰の拠点であった。
開祖佐伯有頼が、立山権現の化身である白鷹によって導かれた岩窟の正面に位置し、この地より立山開山の伝説が始まった。武将や公家からの信仰も篤く古来より「立山権現」への献上品はこちらに奉納された。
立山に入山する者の身の穢れや罪を湯立ての神事にて祓い、道中の無事を祈願した。現在も周辺には宿坊や旧登山道、石仏などが点在する。宿坊には立山曼陀羅が現在でも残されており、全国の門徒に立山信仰を広めた。
また、脇を日本一の暴れ川と称される常願寺川が流れ、たびたび水害をもたらした事から、現存の規模になっているが、この施設から流されたものが、御神体になって作られた神社が、下流地域にいくつもあることから、昔は今よりも大規模な施設であったと推測される。
佐伯有頼が建立した当時の建物はすでに古文書の中にしか無く、現在残っているものは源頼朝が修復・再建し、足利義材が修復したものが受け継がれている。その為か神社の建物に菊の紋章が入っていない珍しい神社でもある。
立山信仰の入り口に位置している特性上、本殿を挟んで両脇に鳥居（表鳥居・東鳥居）と神門（表神門・東神門）が存在する作りもこの前立社壇の特徴の一つでもある。
- 本殿の建築様式：檜皮葺き五間社一間向拝付き流れ造り（本殿としては北陸最大の規模）
- 摂末社：稲荷社、刀尾社、八幡社
- かつて存在した摂末社：大講堂、護摩堂、拝殿、法輪堂、水神社、稲荷堂、愛染社、観音堂、地蔵堂、若宮社礼堂など
- その他施設：昭和天皇御製「立山の歌」の歌碑、旧斎館、
- 古文書　481点所有
- アクセス：富山地方鉄道立山線岩峅寺駅より徒歩約10分・富山地方鉄道上滝線大川寺駅より徒歩約15分

#### 境内の風景
- 前立社壇　表鳥居
常願寺川の堤防上に立つ大鳥居
- 前立社壇　表神門
本殿を挟んで東西にある神門のうち、こちらは表神門。表神門の奥には反対側の東神門が見える。
- 前立社壇　本殿
源頼朝、足利義稙、佐々成政らの有力者によって手を掛けられてきた建物で、明治39年（1906年）4月19日に国の重要文化財に指定された。間口5間の本殿は北陸最大と言われる。

## 祭事
- 1月1日 - 歳旦祭
- 1月2日 - 日供始祭
- 1月3日 - 元始祭
- 4月8日 - 春季例大祭、神輿渡御
- 4月29日 - 昭和天皇祭
- 6月吉日 - 五穀豊穣祈願祭
- 6月30日 - 夏越大祓式
- 7月7日 - 産業交通安全祈願祭
- 7月25日 - 峰本社例祭
- 8月21日 - 末社 稲荷社例祭
- 8月25日 - 末社 八幡社例祭
- 9月15日 - 摂社 刀尾社例祭
- 11月3日 - 秋季大祭（稚児舞・立山の舞（巫女舞））
- 11月吉日 - 新穀感謝祭
- 12月23日 - 天長祭
- 12月31日 - 年越大祓式
- 12月31日 - 除夜祭
- 毎月1日 月次祭並交通安全祈願祭

## 文化財

### 重要文化財（国指定）
- 前立社壇 本殿
- 木造慈興上人坐像

### その他
- 後光明天皇 御宸筆
- 中御門天皇 御末広
- 桜町天皇 御冠
- 石の狛犬
- 探湯の釜
- 立山曼荼羅図

ほか多数

## 交通アクセス
峰本社
- 立山黒部アルペンルート 室堂ターミナル より約2時間の登山

中宮祈願殿
- 富山地方鉄道 立山線 千垣駅 より立山町営バス（芦峅寺行き）に乗り、「雄山神社前」下車

前立社壇
- 富山地方鉄道 立山線および上滝線 岩峅寺駅 より徒歩約7分